# Le Mesnillard
Le Mesnillard é uma comuna francesa na região administrativa da Normandia, no departamento Mancha. Estende-se por uma área de 9,71 km². Em 2010 a comuna tinha 257 habitantes (densidade: 26,5 hab./km²).